# ألان نويورث
ألان نويورث (بالإنجليزية: Allan Charles Neuwirth)‏ هو فنان أمريكي، ولد في 1956 في نيويورك في الولايات المتحدة.

## وصلات خارجية
- ألان نويورث على موقع IMDb (الإنجليزية)
- ألان نويورث على موقع قاعدة بيانات الفيلم (الإنجليزية)